# Жукопа
Жукопа́ — река на северо-западе европейской части Российской Федерации, в Тверской области, правый приток Волги, один из первых крупных её притоков. Длина — 96 км, площадь бассейна — 1340 км².
Крупнейший приток — Тюзьма (правый).

## Течение
Исток Жукопы расположен на Валдайской возвышенности, возле села Федоровское Нелидовского района, на территории Центрально-Лесного заповедника, неподалёку от истока Межи — здесь проходит водораздел между бассейнами Волги (Жукопа) и Балтийского моря (Межа).
В верховьях Жукопа — небольшая речка шириной 3—5 м, река спокойно течёт на север, сильно петляя, в лесистой долине. В месте впадения Тюзьмы река протекает небольшое озеро. Ниже река течёт по ненаселённой местности, между устьем Тюзьмы и посёлком Жукопа на протяжении 30 км на реке нет ни одной деревни. Берега на этом участке становятся выше, ширина реки расширяется до 30—40 метров.
Жукопа впадает в Волгу между озёрами Пено и Волго рядом с посёлком Жукопа и одноимённой ж/д станцией на дороге Лихославль — Соблаго.
Последние несколько километров течения и часть озера Пено судоходны.

## Данные водного реестра
По данным государственного водного реестра России относится к Верхневолжскому бассейновому округу, водохозяйственный участок реки — Волга от истока до Верхневолжского бейшлота, речной подбассейн реки — бассейны притоков (Верхней) Волги до Рыбинского водохранилища. Речной бассейн реки — (Верхняя) Волга до Куйбышевского водохранилища (без бассейна Оки).
Код объекта в государственном водном реестре — 08010100112110000000093.

### Притоки
(км от устья)
- 1,2 км: река Плотиченка (лв)
- 17 км: река Ветожетка (пр)
- 31 км: река Тюзьма (пр)
- 61 км: река Кутевка (лв)
- 62 км: река Чёрная (лв)
- 77 км: река Нетороповка (лв)
- 78 км: река Квашонка (пр)